# Alexandra Antonova
Alexandra Antonova (Rusia, 24 de marzo de 1980) es una atleta rusa especializada en la prueba de 60 m vallas, en la que consiguió ser subcampeona europea en pista cubierta en 2007.

## Carrera deportiva
En el Campeonato Europeo de Atletismo en Pista Cubierta de 2007 ganó la medalla de plata en los 60 m vallas, con un tiempo de 7.94 segundos, tras la sueca Susanna Kallur (oro con 7.87 segundos) y por delante de la alemana Kirsten Bolm.